# Eburella pumicosa
Eburella pumicosa är en skalbaggsart som beskrevs av Monné och Martins 1973. Eburella pumicosa ingår i släktet Eburella och familjen långhorningar. Inga underarter finns listade i Catalogue of Life.